# Plakat

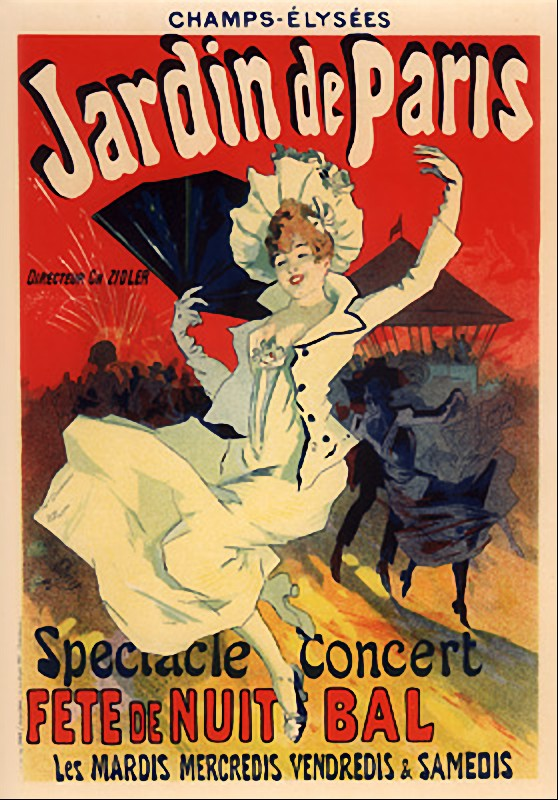
Jules Chéret: Jardin de Paris, 1897

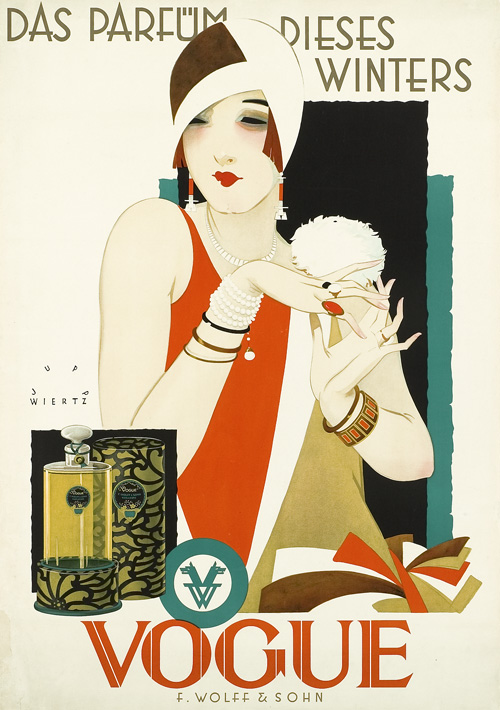
„Das Parfüm dieses Winters – Vogue“;
Plakatkunst von Jupp Wiertz für den Kosmetikhersteller F. Wolff & Sohn, 1926/1927

Ein Plakat ist ein großer, in der Regel mit Text und Bild bedruckter Bogen aus Papier oder Stoff, der an einer Plakatwand, einem Plakatreiter, einer Litfaßsäule oder einer anderen geeigneten Fläche in der Öffentlichkeit angebracht wird, um eine Botschaft zu übermitteln. Seinem Wesen nach ist das Plakat eine Mitteilung an eine anonyme Gruppe von Empfängern. Der Absender kann nicht unmittelbar kontrollieren, ob seine Botschaft den einzelnen Empfänger erreicht und wie dieser darauf reagiert.

## Wortbedeutung
Das Wort Plakat taucht im 16. Jahrhundert in den Niederlanden auf. Während des Befreiungskampfes gegen die spanischen Besatzer hatten die Niederländer Flugblätter mit Klebstoff an Häuserwände und Mauern geplackt. Derartige Papierbögen hießen plakatten (neu-niederländisch plakkaat). Im Französischen entstanden daraus plaque („Platte, Täfelchen“) und placard („Anschlag“). In Deutschland verwendete 1578 erstmals der Satiriker Johann Fischart das Wort Plakat in der Bedeutung einer öffentlichen Bekanntmachung der Obrigkeit.

## Vorläufer
Vorläufer des Plakats kann man schon in vorchristlicher Zeit finden. Im antiken Rom wurden Gesetzestexte oder behördliche Bekanntmachungen auf weißen Holztafeln (albae) an öffentlichen Plätzen angebracht. Im 16. und 17. Jahrhundert entwickelten sich Frühformen des Bildplakats – für vereinzelte Warenangebote oder die Auftritte von Gauklertruppen wurde mit Anschlägen geworben, bei denen Texte mit Bildern kombiniert waren. Im 18. Jahrhundert setzte man illustrierte Plakate ein, um Soldaten anzuwerben, seit etwa 1830 gestalteten Buchillustratoren in Frankreich zugleich auch Plakate für den Buchhandel.

## Modernes Bildplakat
Mitte der 1930er Jahre kam das Wort aus dem Amerikanischen („Poster“) im deutschen Sprachraum an. Die Kölnische Illustrierte Zeitung überschrieb in ihrer Ausgabe vom 9. Februar 1935 einen Artikel mit „PLAKAT – ein neues photographisches Schlagwort aus Amerika“. Es wurde zum bedeutendsten Werbemittel bis zur Massenverbreitung des Fernsehens um 1970. Seither hat sich das Plakat nur kaum verändert. Damals wie heute wurde es in hoher Auflage auf Papier gedruckt, war groß, farbig, auffällig, enthielt Bild und Schrift in möglichst sinnvoller Anordnung und wollte etwas mitteilen. Tatsächlich hat sich aber – neben dem Stil der Darstellungen – in der Zwischenzeit vieles geändert, ohne dass dies auf den ersten Blick erkennbar wäre:
- Die Entwurfstechnik: Nach über hundert Jahren allenfalls gradueller Fortschritte bei der manuellen Herstellung der Entwürfe – etwa durch die Verwendung von Fotografie und Fotomontage, Airbrush-Technik oder Fotosatz – begann mit dem Einsatz leistungsfähiger Computer eine Revolution auf diesem Gebiet. Heute entsteht grafisches Design fast ausnahmslos am Rechner.
- Die Drucktechnik: Jahrzehntelang blieb die Farblithographie Standard im Plakatdruck, nach dem Zweiten Weltkrieg wurde sie abgelöst von Siebdruck und Foto-Offsetdruck.
- Die Anwendungsgebiete: Anfangs warben Plakate fast nur für Tanzlokale und einzelne Verbrauchsartikel, später wurde die ganze Welt der Waren und Dienstleistungen angeboten (mit den speziellen Kategorien Film, Sport, Reisen usw.); hinzu kam das weite Feld der politischen Beeinflussung.
- Die Abstimmung mit anderen Werbemitteln: Nach 1900 setzte sich allmählich die Erkenntnis durch, dass ein einzelnes Werbemittel nicht optimalen Verkaufserfolg garantieren konnte. Angestrebt wurde ein einheitliches Image des Anbieters, zu dem das Plakat, als einer von mehreren Bausteinen, beitragen sollte. Bahnbrechend auf diesem Gebiet wirkte Peter Behrens, seit 1907 künstlerischer Berater der AEG in Deutschland.
- Die Bedeutung in Bezug auf andere Medien: Verglichen mit der anfänglich überragenden Position hat das Plakat als Werbemittel ständig an Bedeutung verloren. Entscheidende Gründe dafür waren die Weiterentwicklung der Presse als Werbeträger und neue Medien wie Rundfunk, Fernsehen und Internet.
- Die Bewertung des Plakats als Kunst- oder Gebrauchsgegenstand: Besonders zwischen 1890 und 1910, vereinzelt aber auch noch danach, wurde darüber ausgiebig und kontrovers diskutiert (siehe unten: Die Kunstdiskussion).

Die Funktion des Plakats ist die schnelle Vermittlung von Informationen, oftmals verknüpft mit einer propagandistischen Absicht. Zur Zielgruppe des Plakats gehören nicht nur diejenigen, die diese Informationen suchen, sondern auch diejenigen, die das Plakat und seine Aussage im Vorbeigehen wahrnehmen. Da kaum ein großes gesellschaftliches Ereignis ohne das Plakat auskommt (z. B. Wahlen, auch Scheinwahlen, Ausstellungen, Filme, Theaterinszenierungen, Gedenktage, Sportfeste, Appelle, Werbung für Konsumartikel), hat das Plakat eine große Alltagsbedeutung. Es ist deshalb Spiegel gesellschaftlicher Zustände und eine wichtige Quelle zum Verständnis einer Zeit.

## Glasplakat
Der Grundstein für die Glasplakatproduktion wird 1821 von Jakob Anton Derndinger mit der Errichtung der Glashütte in Niederschopfheim gelegt. 1825 wurde die Glashütte nach Offenburg verlegt und unter dem Namen „Derndinger & Co., Glasmanufaktur“ geführt. Im Jahr 1833 wurde Ludwig Brost Teilhaber; die Firma hieß fortan „Derndinger & Brost“. 1857 wurde das Unternehmen von Carl Nikolaus Geck und Carl Ludwig Weißkopf unter dem neuen Namen „C. Geck & Cie.“ übernommen. Es wurden verzierte Fenstergläser mit gravierten Rosetten und Streifen sowie bunt verzierte Kirchenfenster hergestellt. Die Herstellung von Musselinglas trat aus dem Versuchsstadium heraus.
Im Jahr 1862 gründeten Carl Weißkopf und Adolf Schell eine Werkstätte für Musselinglasfabrikation. Mit dem Eintritt von Wilhelm Schell I. in das Unternehmen, im Jahr 1863, begann die eigentliche Glasmalerei. 1876 trat Otto Vittali in die Firma ein, die nun „Geck & Vittali“ hieß. Im Jahr 1876 trennten sich Adolf und sein Sohn Wilhelm I. Schell. Die Firmierung lautete nun „Adolf Schell & Otto Vittali GmbH“. Wilhelm Schell I. richtete seinen eigenen Betrieb ein, der nach dessen Tod an seinen Sohn Paul Schell überging. Die Fabrikation wurde auf Glasschleiferei und Messingverglasung umgestellt.
Wilhelm Schell II, ein weiterer Sohn Wilhelm Schells I., gründete im Jahr 1896 die Glasplakate-Fabrik Offenburg Wilhelm Schell, die er bis 1934 leitete. Nun begann die Glasplakatefabrikation auf Tafelglas mittels Steindruck, Versilberung, Blattvergoldung und geätzter Scheiben in drei bis vier Tönungen, die damals für Hotels und größere Villen sehr gefragt waren. Das Glasplakat war ein eigenständiges Werbemittel, die Plakate wurden direkt auf das Glas aufgebracht, und damit durch das Glas geschützt, so dass sie zum Außeneinsatz verwendet werden konnten.

## Entwicklung bis 1918

### Künstlerplakate
Plakatentwurf und -herstellung lagen bis in die Mitte des 19. Jahrhunderts fast ausschließlich in den Händen von Druckern und Lithographen. Mit den gestiegenen Anforderungen an die Qualität von Plakaten waren sie vielfach überfordert. Nun nahmen sich Künstler der Sache an, zuerst in England und besonders in Frankreich. Jules Chéret, der als Pionier der Plakatkunst gilt, war sowohl Handwerker als auch Künstler. Als gelernter Lithograph arbeitete er mehrere Jahre in London, lernte dort, wie große Papierformate zu drucken waren und entwarf als künstlerischer Autodidakt unter anderem Plakate für Oper und Zirkus. Zurück in Paris, nun Besitzer einer eigenen Druckerei, vereinfachte er die komplizierte Farblithographie so weit, dass auch für gute Farbdrucke nur noch drei bis fünf Steine benötigt wurden, statt bis zu 25, wie bisher.
Das senkte die Kosten erheblich und war eine wichtige Voraussetzung für die weite Verbreitung qualitativ hochwertiger Plakate. Es erlaubte auch den Künstlern der Zeit, mit der vereinfachten Technik zu arbeiten. Chéret selbst schuf eine Vielzahl von schwungvoll illustrativen Plakaten, auf denen jeweils eine attraktive, relativ leicht bekleidete junge Frau für Vergnügungsstätten, für Wermut, Zigaretten oder Petroleum warb. Diese Darstellungen wurden vom Publikum begeistert aufgenommen, sicher auch deshalb, weil Chéret Bilder und Texte zu prägnanter Einheit zusammenfügte und sich grundsätzliche Gedanken über Reklame gemacht hatte: „Der Plakatkünstler […] muss etwas erfinden, das selbst den Durchschnittsmenschen anhält und anregt, wenn er vom Pflaster oder Wagen aus das Bild der Straße an seinen Augen vorbeieilen läßt.“
Anerkannte Maler und Graphiker nahmen Aufträge für Plakate an. So entstanden Meisterwerke des lithografischen Künstlerplakats, etwa von Eugène Grasset (Librairie Romantique, 1887), Pierre Bonnard (France Champagne, 1889), Henri de Toulouse-Lautrec (Moulin Rouge – La Goulue, 1891) und von Alphonse Mucha, der durch seine Entwürfe für die Schauspielerin Sarah Bernhardt berühmt wurde. Muchas Arbeiten gelten als erste Höhepunkte für die Graphik des Jugendstils (in Frankreich: Art Nouveau), der beherrschenden Kunstströmung der Belle Époque. Frankreich war das frühe Zentrum dieser Entwicklung.

### Kunstdiskussion
Jules Chéret erhielt 1888 das Kreuz der Französischen Ehrenlegion. In der Begründung hieß es, er habe mit dem Plakat „einen neuen Kunstzweig geschaffen …, indem er die Kunst auf kommerzielle und industrielle Druckerzeugnisse übertrug.“ Ein Zeitgenosse Cherets fand, „Das schönste Naturschauspiel wird niemals den Anblick einer Plakatwand aufwiegen“. Ansichten dieser Art waren typisch für den Höhepunkt der „Plakatbewegung“ in den 1890er Jahren. Plakate wurden nach den Kriterien der freien Kunst bewertet. Öffentliche und private Plakatsammlungen entstanden. Kunsthändler spezialisierten sich auf Plakate, Ausstellungen informierten über die neuesten Entwicklungen. Eine Pariser Druckerei brachte die begehrtesten Künstlerplakate als Sammelmappen im Kleinformat heraus, der große Erfolg veranlasste Nachahmer zu ähnlichen Publikationen. Walter von Zur Westen, ein engagierter deutscher Sammler, Mitglied im Verein der Plakatfreunde, formulierte die weit verbreiteten Erwartungen so: „Können doch künstlerische Plakate […] Liebe und Verständnis für gute Kunst auch in Kreisen wecken, die sonst nicht mit ihr in Berührung kommen.“
Diese idealistische Betrachtungsweise verlor nach 1900 an Bedeutung. Bei sachlicher, zunehmend wissenschaftlicher Bewertung der Reklame stellte sich bald heraus, dass ein künstlerisch hochwertiges Plakat nicht unbedingt auch das wirkungsvollste Werbemittel war. Der aus Österreich stammende Zeichner und Gebrauchsgrafiker Julius Klinger registrierte, es sei „das Mißverständnis entstanden, dass Reklame und Künstler zusammenfielen“. Plakate wurden zwar auch weiterhin in allen erdenklichen künstlerischen Techniken und unter Berücksichtigung allgemeingültiger Regeln von Komposition, Farbenlehre usw. entworfen – entscheidend wurden jetzt aber die Kriterien der Werbepsychologie. Statt Künstlern waren Gebrauchsgrafiker gefragt, Fachleute für Reklame. Sie erkannten und akzeptierten, dass sie sich in einem besonderen Umfeld bewegten und dessen Gesetze respektieren mussten. Dabei ist es seither geblieben.

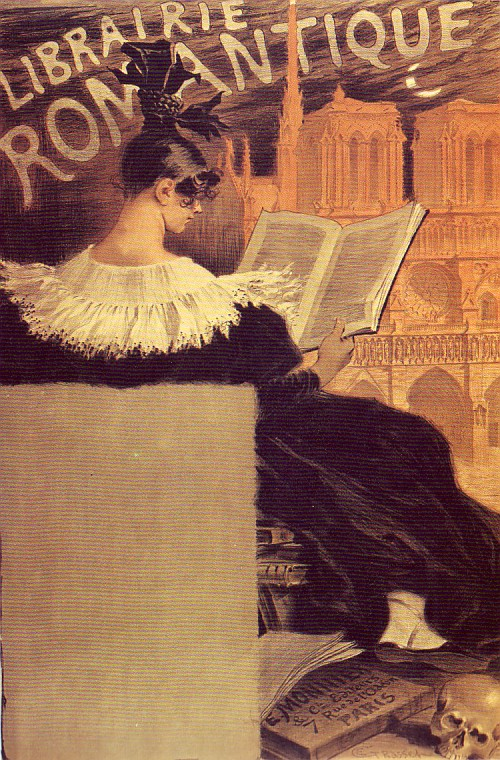
Eugène Grasset: Librairie Romantique, 1887
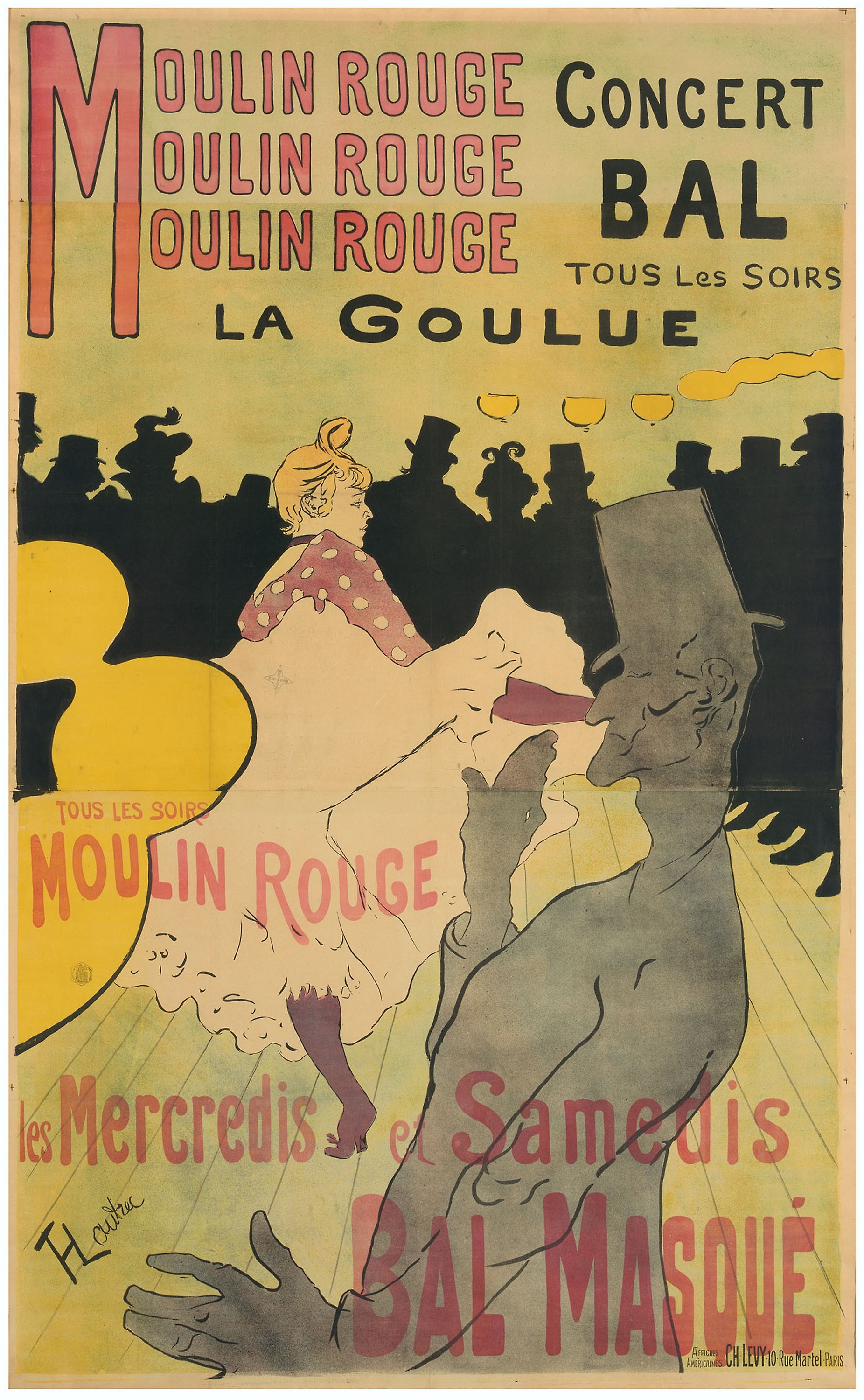
Toulouse-Lautrec: Moulin Rouge – La Goulue, 1891
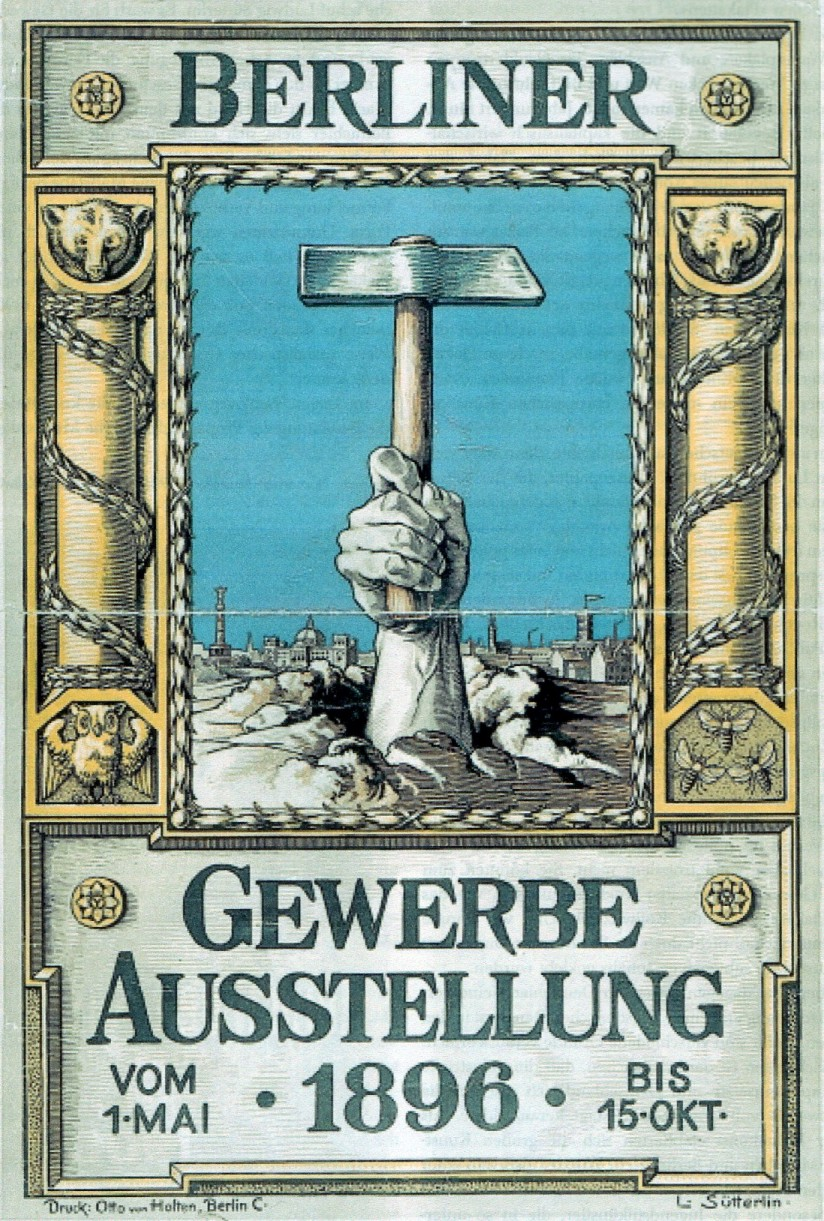
Ludwig Sütterlin: Gewerbeausstellung, 1896
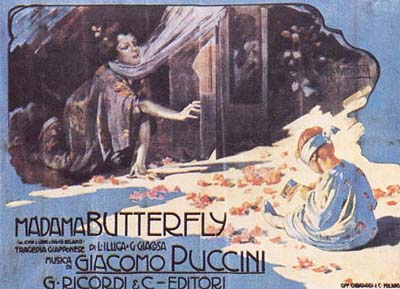
Adolfo Hohenstein, für Puccinis Oper Madama Butterfly, 1904

### Nach dem Jugendstil
Glasgow School, Wiener Sezession und Deutscher Werkbund waren Künstlervereinigungen um 1900, deren Mitglieder darangingen, die üppige Ornamentik des Jugendstils hinter sich zu lassen, stattdessen einfache Strukturen zu verwenden und größeren Wert auf Funktionalität zu legen. Zwischen 1894 und 1898 bestand die britische Ateliergemeinschaft der beiden Beggarstaff Brothers, deren Plakate nach den neuen Prinzipien gestaltet waren. Damit beeinflussten sie auch den „Deutschen Plakatstil“ (in Deutschland und der Schweiz auch Sachplakat genannt). Ein früher, viel beachteter Vorläufer für dessen Entwicklung war das Plakat Gewerbeausstellung Berlin 1896 von Ludwig Sütterlin; als eigentlicher Beginn werden die Arbeiten von Lucian Bernhard seit 1905 betrachtet. Typisch für Bernhards Sachplakate war die Reduzierung auf nur zwei wesentliche Elemente: Produktdarstellung und Markennamen. In Deutschland bildeten sich Schwerpunkte des Plakatschaffens in München mit Thomas Theodor Heine, Valentin Zietara, Franz Paul Glass, Friedrich Heubner, Carl Moos, Max Schwarzer, Bruno Paul, Emil Preetorius und Ludwig Hohlwein, in Dresden mit Hans Unger, Otto Fischer und Johann Vincenz Cissarz und vor allem in Berlin. Dort, im Umfeld der Druckerei und Kunstanstalt Hollerbaum & Schmidt, arbeiteten Peter Behrens, Lucian Bernhard, Ernst Deutsch-Dryden, Edmund Edel, Hans Rudi Erdt, Julius Gipkens, Julius Klinger und Paul Scheurich.
Mit Beginn des Ersten Weltkriegs bekam das Plakat eine neue Aufgabe: politische Propaganda. Alle Kriegsparteien verwendeten massenhaft Plakate, um Soldaten zu rekrutieren, durch Kriegsanleihen Geld zu beschaffen, die Rüstungsproduktion voranzutreiben und den jeweiligen Feind schlecht aussehen zu lassen. In den USA entstanden zu der Zeit in weniger als zwei Jahren 2500 Plakatentwürfe, von denen beinahe 20 Millionen Exemplare gedruckt wurden. Nach Kriegsende wurde auch in Deutschland Normalität, was bis 1914 streng untersagt war: politische Parteien und Gruppierungen aller Art benutzten Plakate, um ihre Ziele zu propagieren oder ihre Gegner anzugreifen. In Russland wendeten die Bolschewiki unter Lenin Plakate massenhaft und erfolgreich als Propagandainstrumente im Kampf gegen ihre Feinde im Bürgerkrieg.

## 1918 bis 1945
Nach dem Ersten Weltkrieg erhielt das berufliche Umfeld des Plakatgestalters festere Strukturen – Fachzeitschriften erschienen und Berufsverbände entstanden. In Deutschland vertrat seit 1919 der „Bund Deutscher Gebrauchsgraphiker“ (BDG) die Interessen der qualifiziert ausgebildeten und professionell tätigen Gestalter; er wurde 1968 in „Bund Deutscher Grafik-Designer“ umbenannt. Als technische Grundlage legte das Deutsche Institut für Normung 1922 einheitliche Papierformate nach DIN 476 fest.

### Konstruktivismus, De Stijl, Bauhaus
Alle Strömungen der Bildenden Kunst – Kubismus, Futurismus, Dadaismus und Expressionismus – hinterließen Spuren in der Werbegrafik jener Zeit. Die russischen Konstruktivisten in der Sowjetunion der 1920er Jahre – El Lissitzky, Alexander Rodtschenko, Ljubow Popowa und andere – beeinflussten mit ihrem strengen „agitatorischen“ Stil auch das westliche Design. Hier suchten Bewegungen wie De Stijl (eine niederländische Künstlervereinigung seit 1917) und das Bauhaus (1919 in Weimar gegründet) nach einer auf alle Gestaltungsbereiche – also auch auf das Plakat – anwendbaren Ästhetik, nach einer weitgehend abstrakten Formensprache, die aus der Variation weniger, grundsätzlicher Elemente bestand. Als einflussreichste Plakatgestalter am Bauhaus gelten Herbert Bayer und Joost Schmidt. Bayer war seit 1921 Schüler, dann Geselle am Bauhaus, von 1925 bis 1928 leitete er die neu eingerichtete Bauhausdruckerei und die Reklame-Abteilung. Schmidt hatte 1919 als Schüler am Bauhaus begonnen und wurde 1928 Nachfolger von Herbert Bayer als Leiter seiner Abteilung. Weitere Bauhausplakate stammen von Karl Straub, Max Gebhard, Max Bill und anderen.

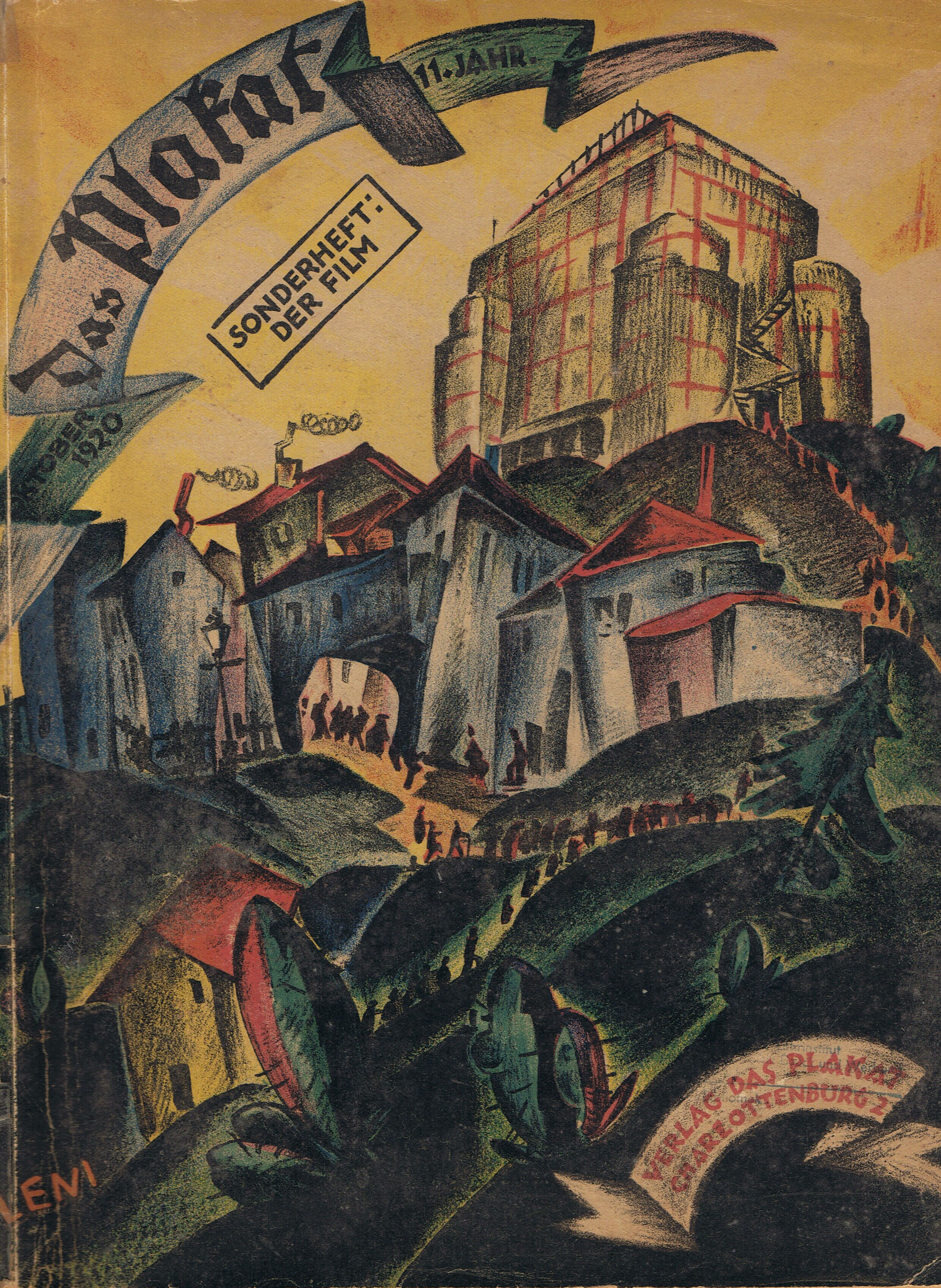
Paul Leni: Titelseite des Sonderhefts Film der Zeitschrift Das Plakat, Oktober 1920
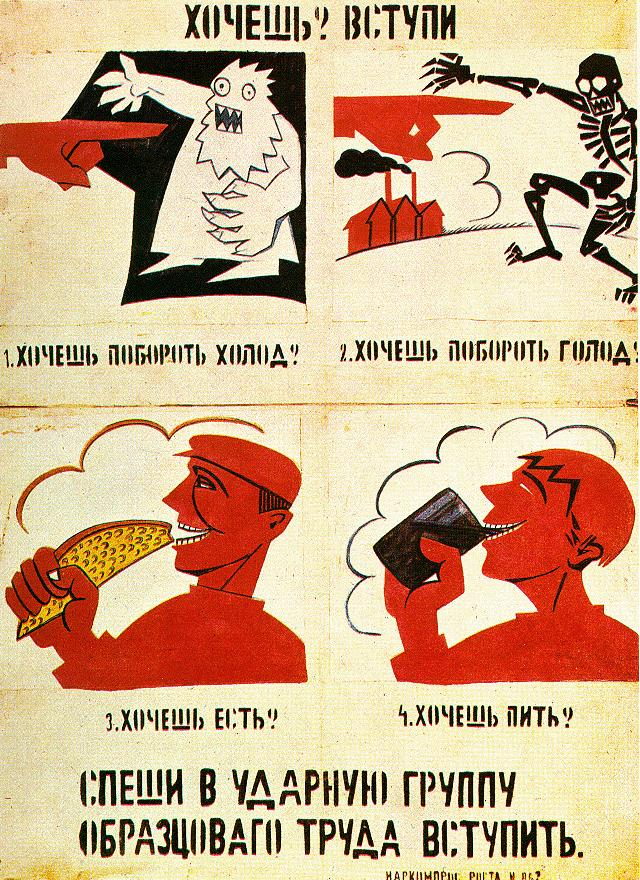
Sowjetisches Plakat, um 1925
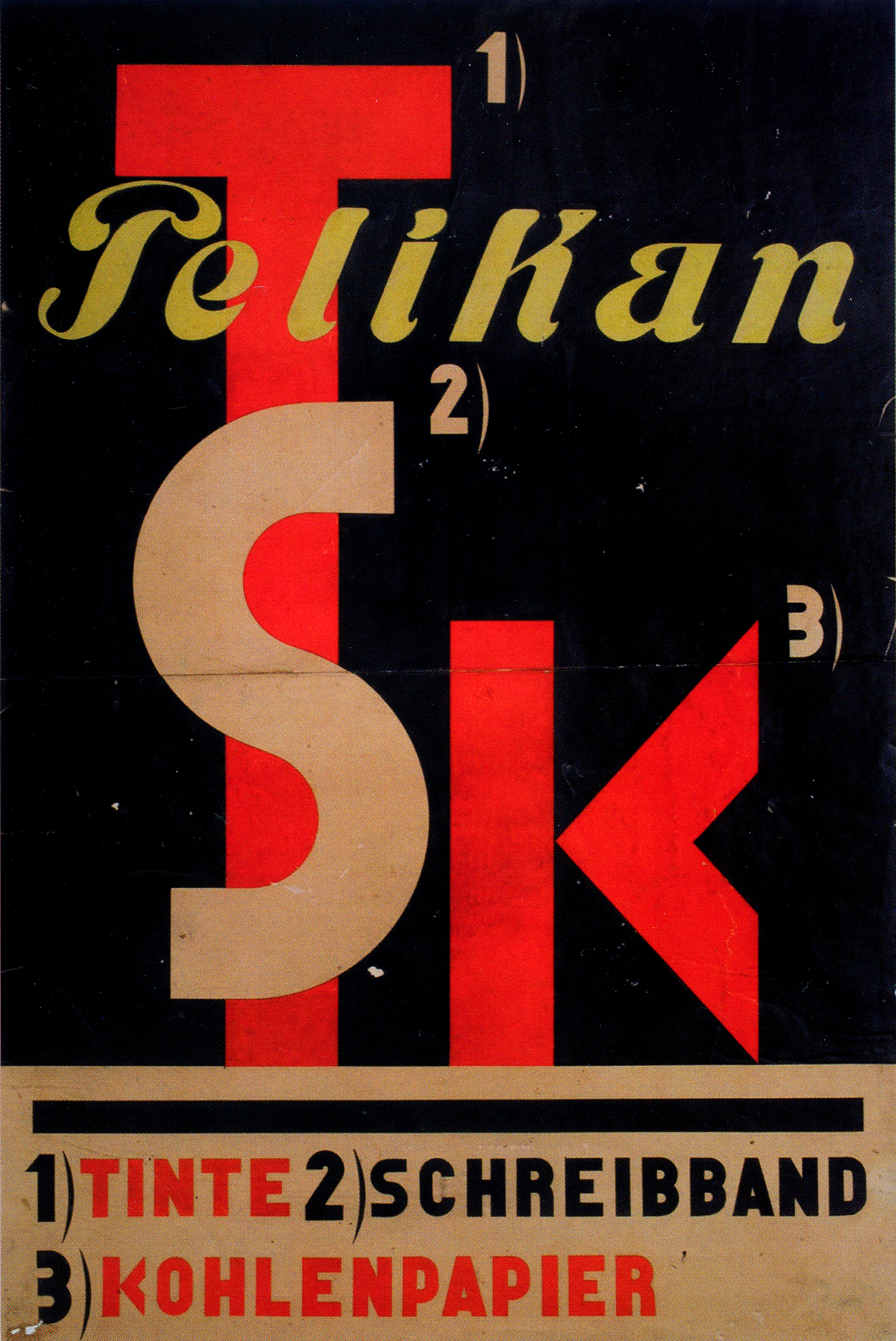
El Lissitzky für die Pelikan AG in Hannover, 1929
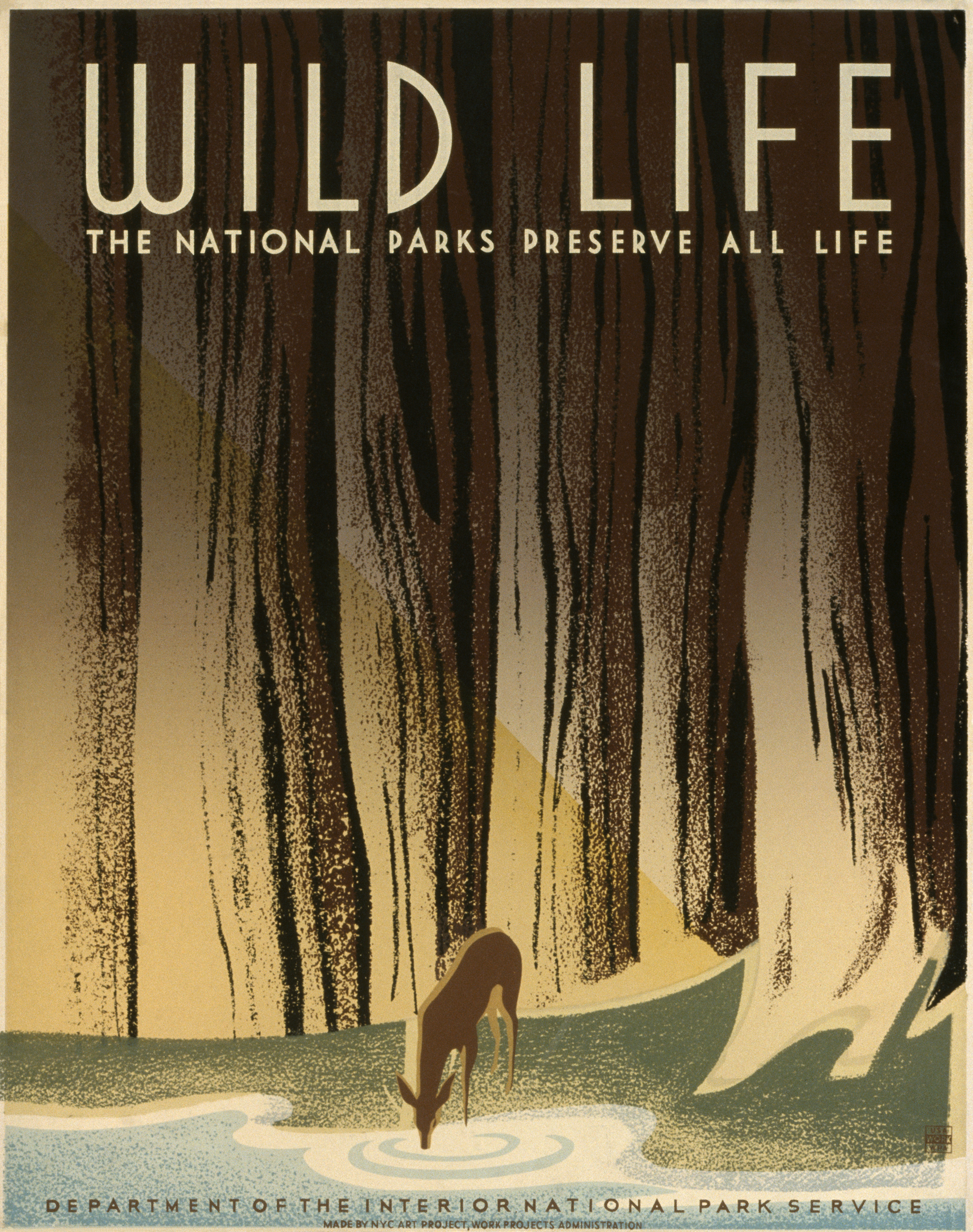
Plakat der US-Nationalparks, 1940

### Art déco
Zeitlich etwa parallel zum Bauhaus-Design entwickelte sich die Formensprache des Art déco, ebenfalls eine internationale Stilrichtung, die alle Lebensbereiche umfasste, von der Architektur bis zum Plakat. Auch hier wurden Formen vereinfacht, jedoch nicht so rigoros wie am Bauhaus. Einzelne, eindeutige Stilmerkmale waren nicht vorhanden. Einflüsse kamen wiederum aus der aktuellen Bildenden Kunst, aber auch aus der Kunst Persiens, Ägyptens und Zentralafrikas. Der vorherrschende Eindruck war der von gefälliger Eleganz. Der Begriff Art déco war abgeleitet von einer Ausstellung, die 1925 in Paris stattfand: „Exposition Internationale des Arts Décoratifs et Industriel Modernes“. Für die Plakatkunst des französischen Art déco hatte Leonetto Cappiello in Paris mit vereinfacht gestalteten, meist humoristischen Werbebotschaften schon früh den Weg bereitet. Der Höhepunkt war erreicht mit den eher kühl kalkulierten Arbeiten von A. M. Cassandre, der für seine glatten Oberflächen die Spritzpistole benutzte, so auch für die berühmten plakativen Darstellungen von Ozeanriesen wie der „Normandie“ oder der „Atlantique“. In Deutschland vertrat in erster Linie Ludwig Hohlwein diesen Stil.
Der französische Künstler Roger Broders warb mit seinen Plakaten in klarem, reduzierten Stil der 1930er Jahre unter anderem für die französischen Eisenbahnen und die von diesen erschlossenen Fremdenverkehrsregionen im Alpenraum.

### Kriegspropaganda
Im Zweiten Weltkrieg standen Plakate wieder vor allem im Dienst der Kriegspropaganda, wie schon von 1914 bis 1918, sowohl bei den Alliierten wie auf Seiten der faschistischen „Achsenmächte“. Das „Reichsministerium für Volksaufklärung und Propaganda“ der deutschen Nationalsozialisten schrieb dem Plakat besondere Bedeutung für die Beeinflussung der Bevölkerung zu. Untersuchungen wie Das politische Plakat. Eine psychologische Betrachtung und Das Kampfplakat. Wesen und Gesetzmäßigkeit des politischen Plakats… unterstrichen diese Einstellung.

## Seit 1945

### DDR
Ab Sommer 1945 erschienen die ersten Plakate in der Sowjetischen Besatzungszone (SBZ), die für den Neuaufbau mobilisieren, zur Sicherung elementarer Lebensbedingungen und zur Abrechnung mit dem Nationalsozialismus beitragen sollten. Die künstlerische Vielfalt wurde anfänglich nicht beschränkt. Mit der Gründung der beiden deutschen Staaten begann die DDR-Kulturpolitik, sich von der „dekadenten bürgerlichen Kunstschule“ abzugrenzen. Plakate wiesen „blattfüllende zeichenhafte Bilderfindungen, zurückhaltende Farbigkeit und klare Sprache“ auf und sorgten so für „optische Distanz zu den heroisierenden Blättern der Nazizeit“. Auf Grund der Unterversorgung mit nachgefragten Gütern wurde ab etwa 1970 nicht mehr für Waren auf Plakaten geworben. Dafür fanden Ausstellungshinweise, Konzerte, politische Ereignisse weiterhin ihren Weg auf meist sehr ansprechend gestaltete Plakate, gestaltet und gedruckt in den Graphischen Werkstätten Berlin, einem Vorläufer des Druckkombinates Berlin. Dieser war ein bedeutender Druckereibetrieb, der Plakate aller Art sowie zahlreiche weitere Druckmaterialien herstellte.
Zur Plakatkunst der DDR fand im Jahr 2007 in der Landeshauptstadt Schwerin eine Ausstellung statt, mit der erstmals der Versuch unternommen wurde, „sich kritisch einen Überblick über die Entwicklung der Plakatkunst in der DDR zu verschaffen“. Der zugleich erschienene Katalog gilt heute als das Standardwerk zur DDR-Plakatgeschichte.

### Polen
Etwa zur gleichen Zeit lieferte, die polnische Plakatschule – mit Jan Lenica, Henryk Tomaszewski, Jan Młodożeniec und Roman Cieślewicz als ihren bekanntesten Vertretern – locker gestaltete, oft subtil surreale oder abstrakte Ergebnisse, die dem Betrachter viel Interpretationsspielraum ließen.

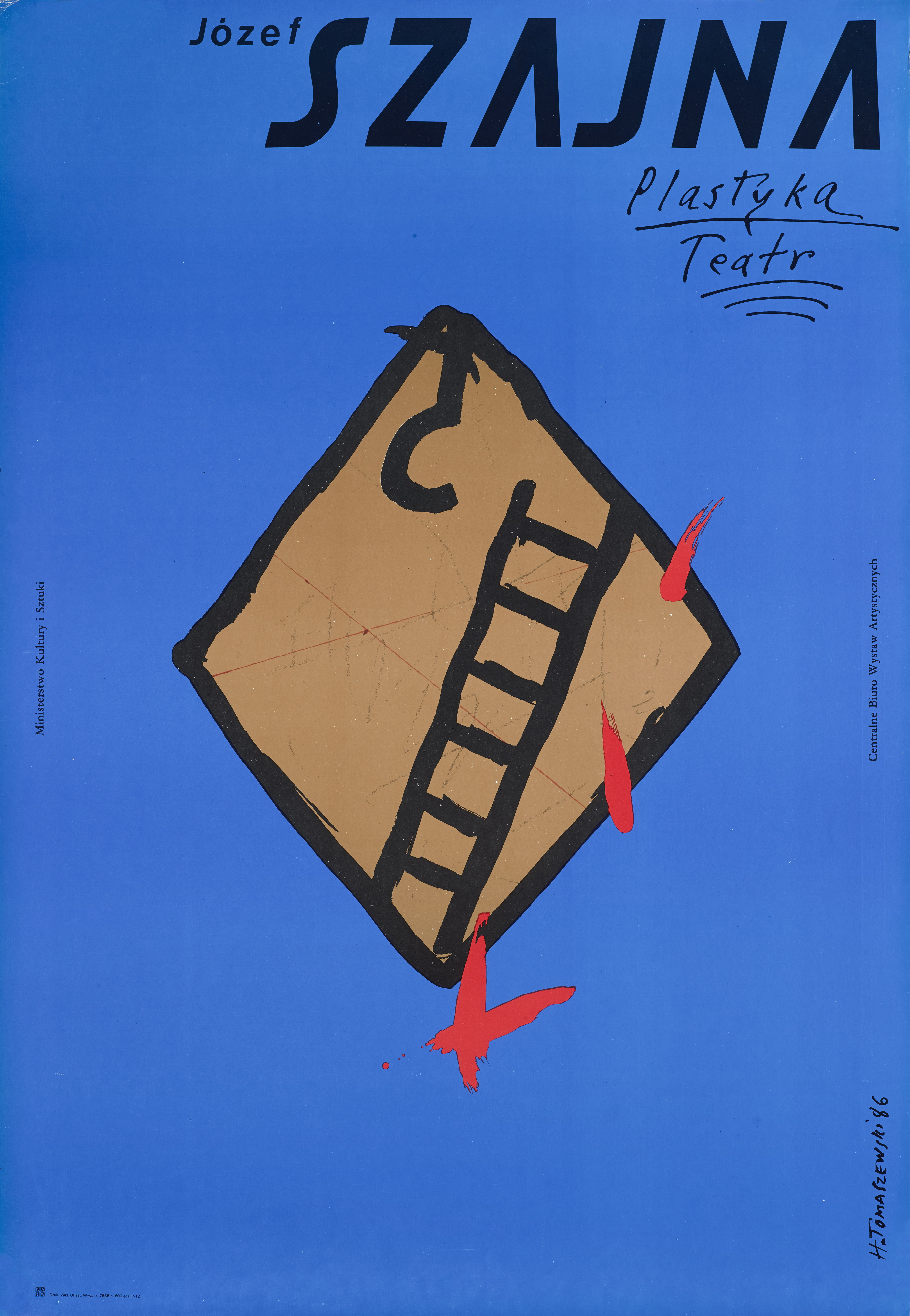
Henryk Tomaszewski, Józef Szajna, Bildende Kunst, Theater
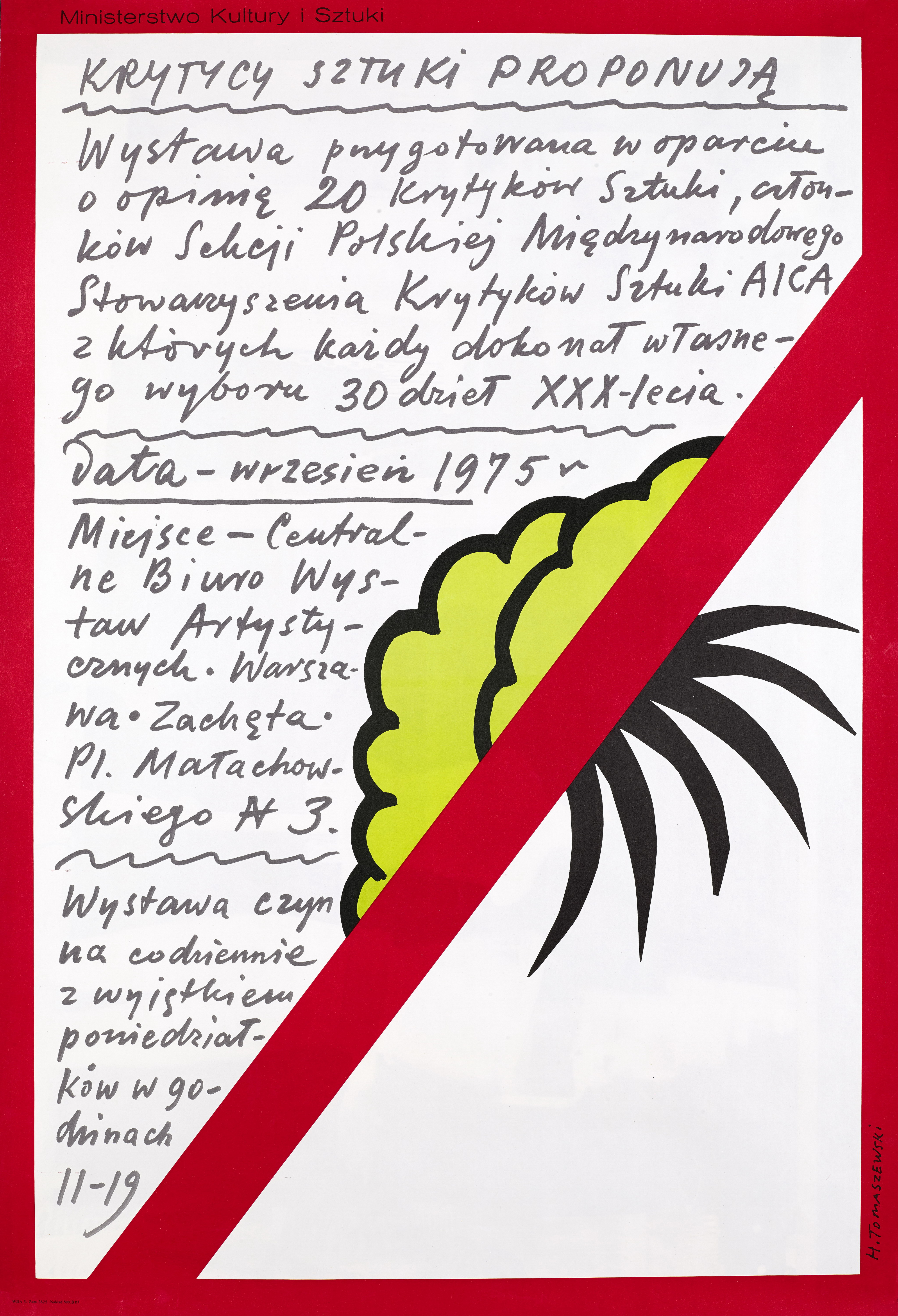
Henryk Tomaszewski, Kunstausstellungsplakat
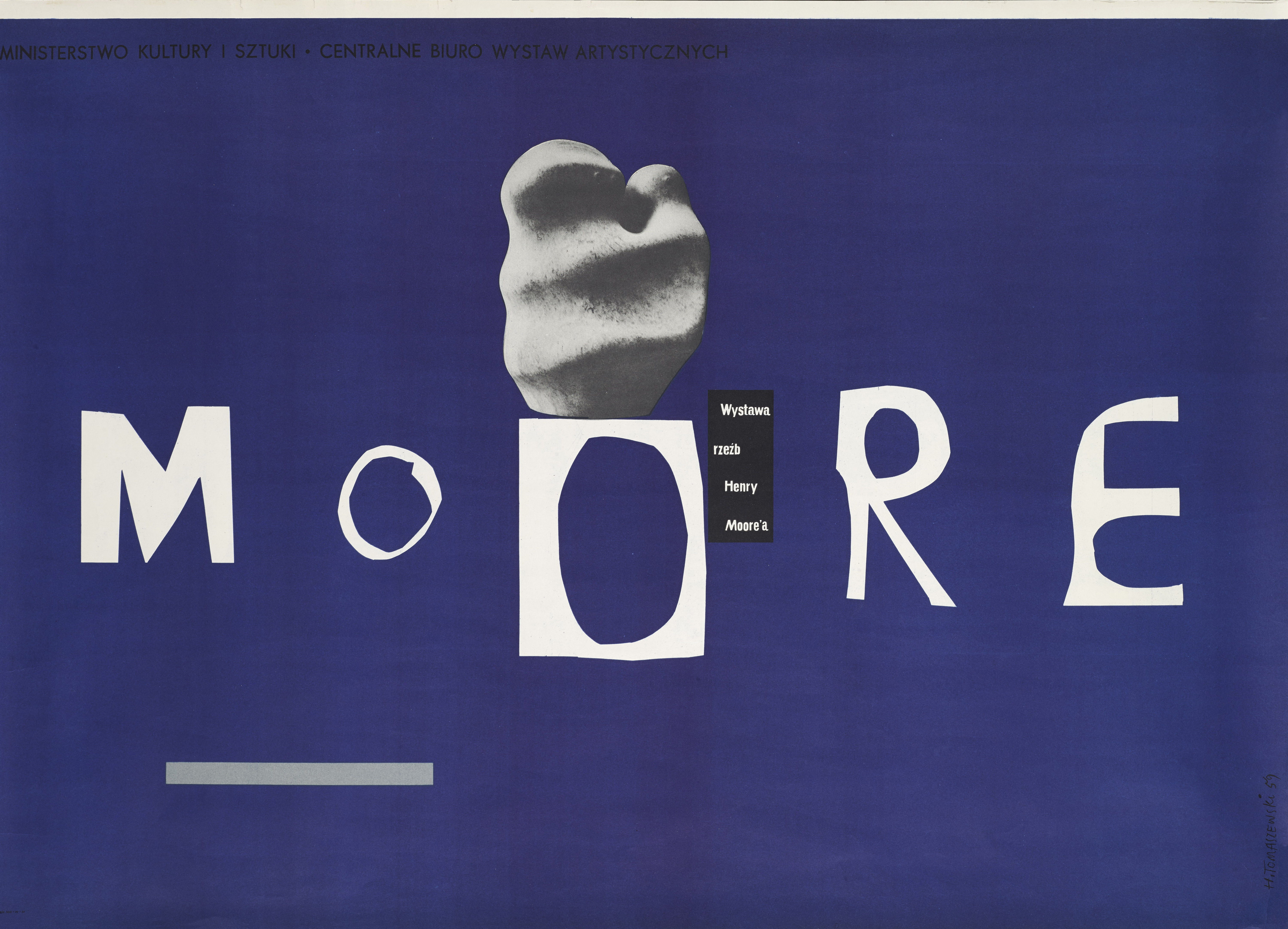
Henryk Tomaszewski, Plakat der Henry-Moore-Ausstellung
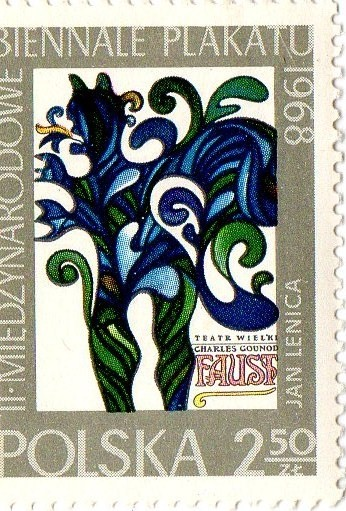
Jan Lenica, Briefmarke
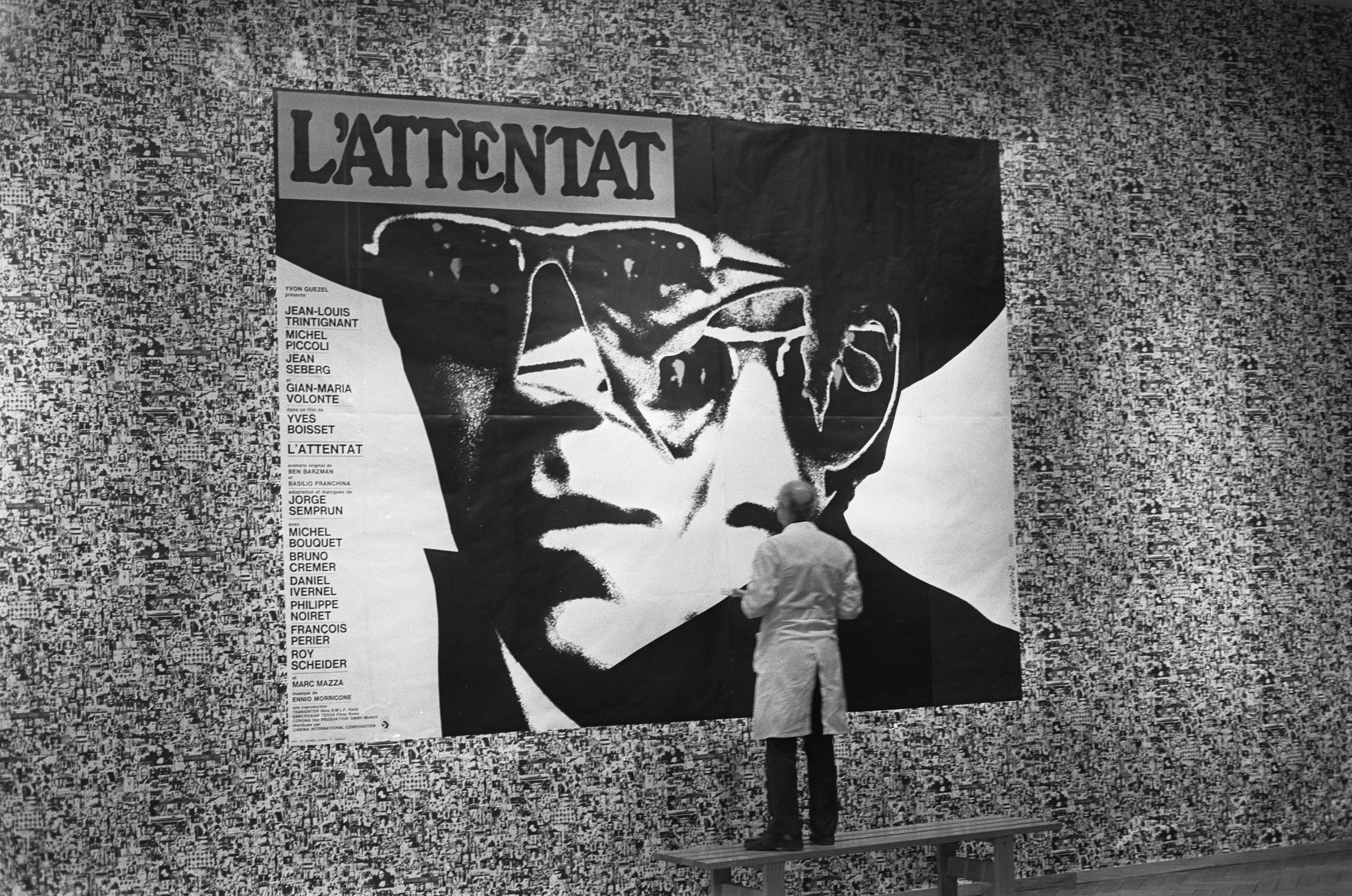
Ausstellung von Roman Cieslewicz

### Schweiz, USA
In den ersten drei bis vier Jahrzehnten nach Kriegsende 1945 brachten verschiedene Stilrichtungen bemerkenswerte Plakate hervor; sie hatten aber jeweils nur begrenzten Einfluss auf die Gesamtsituation des Plakatschaffens. Aus der Schweiz kamen seit den frühen 1950er Jahren monumental aufgefasste Sachplakate und anekdotisch-humoristische Lösungen. Führungsfigur war hier Herbert Leupin, der von suggestiven Objektdarstellungen später zu einem freieren, malerischen Stil überging.
Aus den USA kam um 1970 eine Stilvariante, die eine jugendliche Gegenkultur und deren Musik propagierte und unter dem Oberbegriff „Conceptual Image“ Einflüsse aus Jugendstil, Surrealismus, Op Art und Pop Art zusammenfasste; hier stand das New Yorker „Push Pin“-Studio mit Milton Glaser im Vordergrund.

### Internationaler Typografischer Stil
Zum international bedeutendsten Plakatstil der Nachkriegsjahrzehnte wurde jedoch eine Richtung, die nach ihrer Herkunft und ihren Merkmalen die Bezeichnungen „Internationaler Schweizer Stil“ oder „Internationaler Typographischer Stil“, kurz auch „Swiss Style“ erhielt. In der Schweiz – einem kleinen Land mit drei Hauptsprachen, in dem Verständigung über Sprachbarrieren hinweg unbedingte Notwendigkeit ist – entwickelte sich an Design-Schulen in Zürich und Basel ein grafischer Stil, der den Erfordernissen der beginnenden Globalisierung entsprach. Überstaatlich agierende Firmen und Organisationen brauchten eine supranationale Identität, ein System von allgemein verständlichen Worten und Zeichen. Der „Schweizer Stil“ verwendete strenge Kompositionsregeln, denen mathematische Raster zugrunde lagen, bevorzugt Schwarz-Weiß-Fotografien statt Illustrationen und starke typografische Elemente mit zum Teil neu entwickelten Schriften wie der „Helvetica“, die 1957 eingeführt wurde. Sein US-amerikanisches Zentrum hatte dieser internationale Stil in der Yale School of Design, New Haven (Connecticut), die in enger Verbindung zur Design-Schule Basel stand.
In den 1970ern und frühen 1980er Jahren verlor der „Swiss Style“ an Einfluss. Seine Ergebnisse wurden jetzt oft als kalt und dogmatisch empfunden. Wiederum in der Schweiz entstanden nun teils chaotisch anmutende, verspielte, experimentelle Plakate mit typografischem Material, ein Initiator der Bewegung war Wolfgang Weingart, Lehrer an der Kunstgewerbeschule Basel. In der Folge entwickelten sich international neue Tendenzen unter Bezeichnungen wie „Postmodernes Design“, „Memphis“ oder „Retro“. Eine eindeutig dominierende Richtung hat sich seither nicht mehr durchgesetzt, allenfalls relativ kurzlebige Trends, ausgelöst etwa durch spektakuläre Neuentwicklungen der Computergrafik oder besonders effektvolle neue Schriftcharaktere.

## Literatur und Forschung

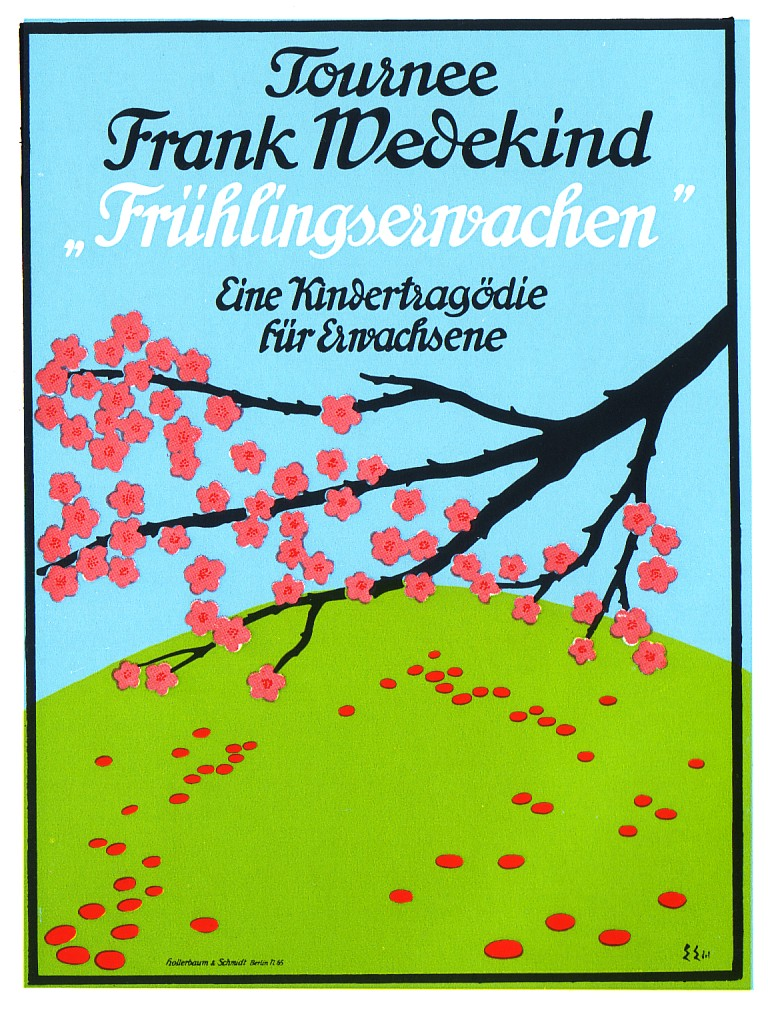
Edmund Edel: Frühlingserwachen, 1903

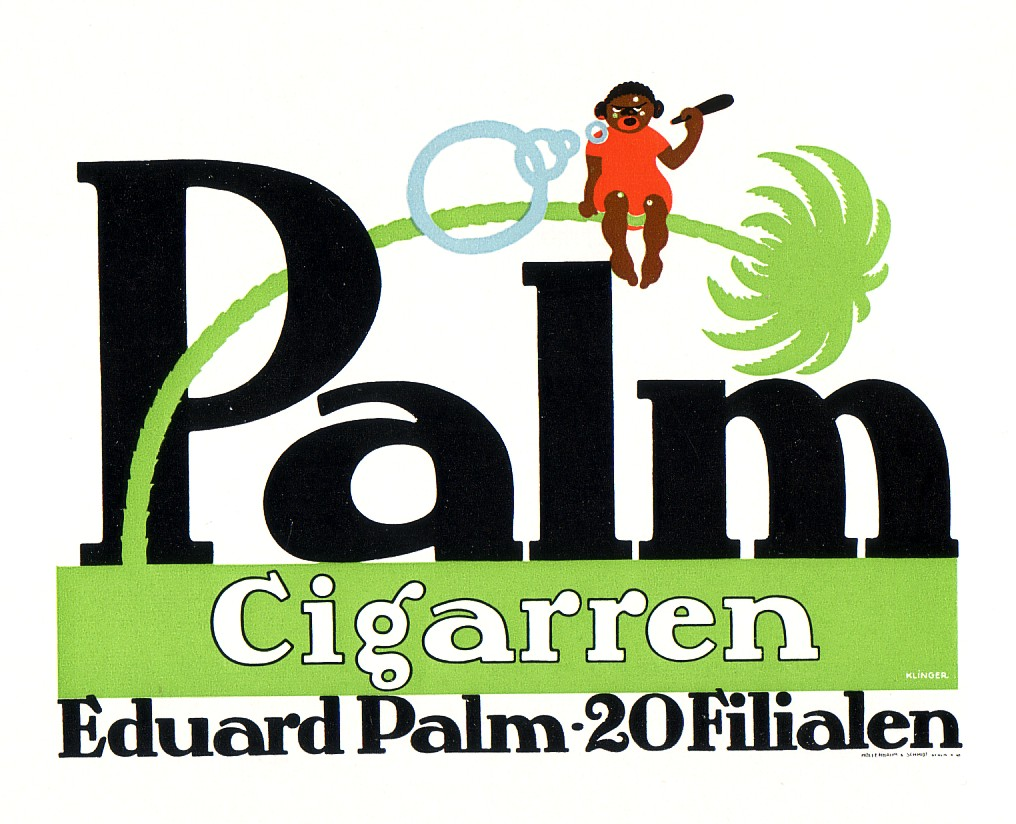
Julius Klinger: Palm Cigarren, 1906